# Hoya walliniana
Hoya walliniana är en oleanderväxtart som beskrevs av Kloppenb. och Nyhuus. Hoya walliniana ingår i släktet Hoya och familjen oleanderväxter. Inga underarter finns listade i Catalogue of Life.